# Szudán javasolt világörökségi helyszínei
Szudán területéről 2019. júliusig három helyszín került fel a világörökségi listára, valamint öt további helyszín a javaslati listán várakozik a felvételre.
| Megnevezés              | Kép | Típus      | Év   |
| ----------------------- | --- | ---------- | ---- |
| Suakin                  |     | kulturális | 1994 |
| Kerma                   |     | kulturális | 1994 |
| A régi Dongola          |     | kulturális | 1994 |
| Dinder Nemzeti Park     |     | természeti | 2004 |
| Wadi Howar Nemzeti Park |     | természeti | 2004 |